# Diomus balteatus
Diomus balteatus är en skalbaggsart som först beskrevs av Leconte 1878.  Diomus balteatus ingår i släktet Diomus och familjen nyckelpigor. Inga underarter finns listade i Catalogue of Life.